# Hidroituango
Hidroituango es un proyecto hidroeléctrico ubicado sobre el río Cauca entre el municipio de Ituango y el corregimiento de Puerto Valdivia, en el departamento de Antioquia. Una construcción preliminar de la presa comenzó en noviembre de 2010, y se esperaba que la planta de energía iniciara operaciones a finales de 2018, lo que no fue posible debido al bloqueo de uno de los túneles de desviación del río producido por un deslizamiento en una de sus márgenes, en abril de 2018. El 30 de noviembre de 2022 se encendieron sus primeras 2 turbinas, y el 14 de diciembre inicio operación comercial continua. 
en octubre de 2023 entraron en operación las turbinas 3 y 4.

## Ubicación y características
El proyecto de Hidroituango está ubicado al occidente de Colombia, en el departamento de Antioquia, a unos 170 km de su capital, Medellín, en tierras de los municipios de Briceño, Ituango y Toledo. La presa está construida con núcleo del suelo, con una altura de 220 m y un embalse de 560 m de largo, que contiene hasta 2.720 millones de metros cúbicos de agua. La casa de máquinas tendría instaladas ocho turbinas capaces de generar 2400 MW, lo que la convertiría en el proyecto hidroeléctrico más grande de Colombia.

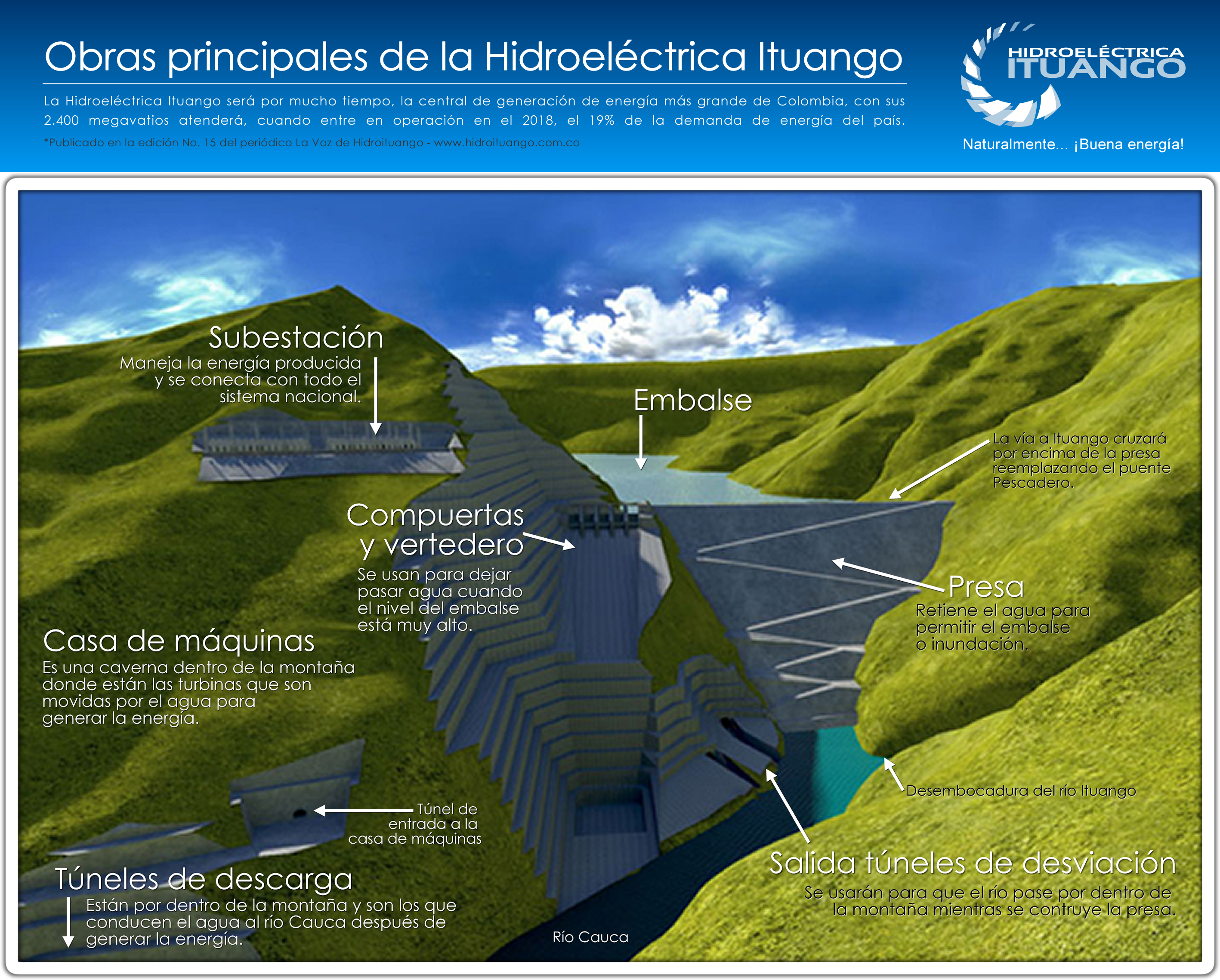
Características de las obras de Hidroituango

## Historia
Desde 1974 se realizan estudios de funcionalidad en tres puntos del río Cauca: Farallones, Cañafisto e Ituango, mostrando la zona de Ituango resultados de viabilidad técnica desde 1979. Los estudios de viabilidad del proyecto fueron completados oficialmente en 1983, pero la ejecución es postergada por su alta complejidad, costo económico y la falta de un mercado local para el consumo de la energía que la obra podría generar. En 1997, con la expedición por parte de la Asamblea de Antioquia de la Ordenanza 35 del 29, se crean la Sociedad Promotora Pescadero Ituango S.A., en la que participan más de 50 firmas de ingeniería. Los diseños finales para el proyecto son terminados en el 2006. En el 2008 el Ministerio de Minas declara de utilidad pública los terrenos necesarios para la construcción del proyecto. En 2009 el Ministerio del Medio Ambiente le otorga la licencia ambiental a la hidroeléctrica, empezando la construcción en noviembre de 2010. Actualmente el proyecto es llevado a cabo por un consorcio de Empresas Públicas de Medellín y el Departamento de Antioquia. Se esperaba que el costo total del proyecto ascendiera a los US$ 2.8 billones y estuviera listo para el inicio de operaciones a finales de 2018.

## Incidentes 2018-2019

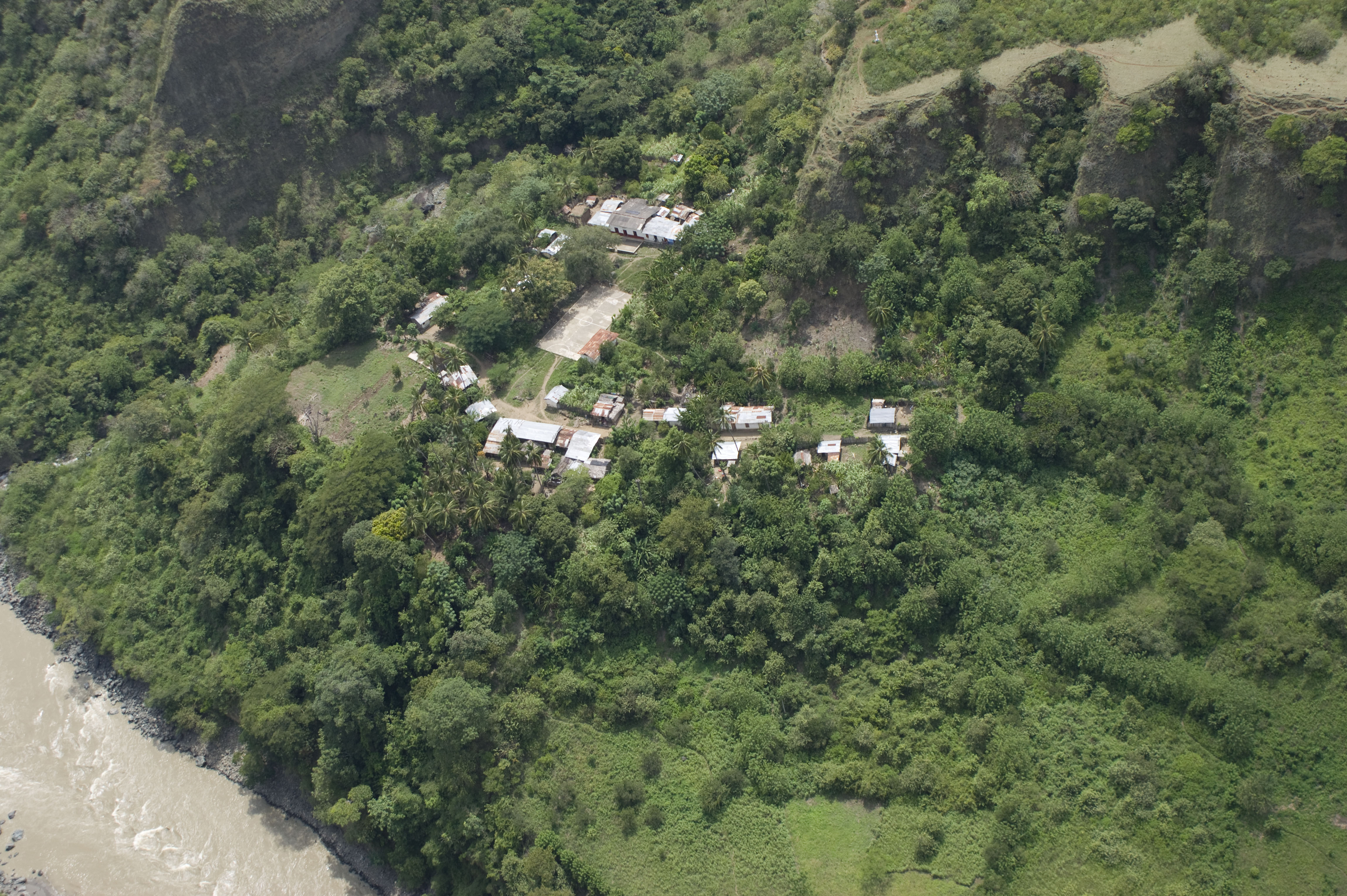
Corregimiento de Barbacoas en Peque, población desaparecida bajo las aguas de Hidroituango en 2018.

Desde abril de 2018, se presentaron obstrucciones generalizadas en los túneles de desviación del río Cauca, debido a fallas geológicas causadas por las fuertes lluvias y la inestabilidad del terreno; razón por la cual se presentó un llenado no programado e incontrolado del embalse, obstruyendo completamente la vía de comunicación al municipio de Ituango y causando el hundimiento parcial anticipado de los corregimientos de Orobajo (Sabanalarga) y Barbacoas en Peque, generando desplazamiento de la población que aún permanecía en el territorio.

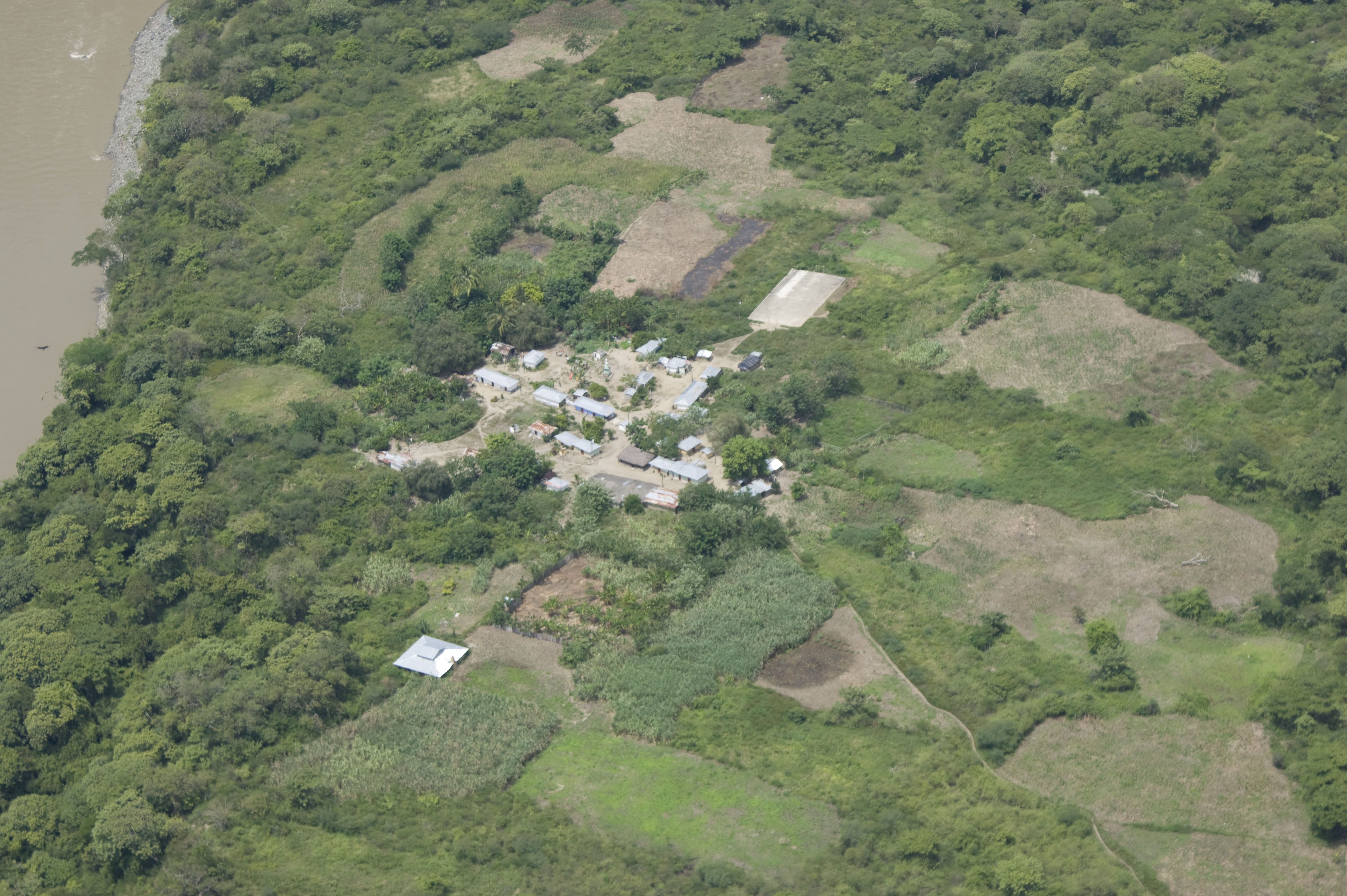
Corregimiento de Orobajo en Sabanalarga, población desaparecida en 2018 bajo las aguas de Hidroituango. Uno de los últimos asentamientos Nutabes.

La situación se vio agravada días después por un posible riesgo de que el nivel del agua sobrepasara la presa, aún en construcción y esto generara una rotura que pudiera destruir el corregimiento de Puerto Valdivia y los municipios de Tarazá y Caucasia, junto con las cabeceras urbanas de Cáceres, Nechí y varios de sus corregimientos; razón por la cual se tomó la decisión de inundar la casa de máquinas (aún en construcción) con el fin de hacer que el río volviera a su cauce natural y evitar una tragedia; esta decisión, trajo sin embargo pérdidas incalculables al proyecto.
A pesar de todas las medidas tomadas, el 12 de mayo de 2018 hubo un destaponamiento natural de uno de los túneles originales de desviación, lo que generó una creciente súbita del río que obligó la evacuación de una gran cantidad de habitantes; al bajar la creciente súbita, ésta generó graves daños al poblado de Puerto Valdivia, dejando centenares de damnificados y pérdidas materiales millonarias, entre ellas la destrucción de un histórico puente sobre el río Cauca que se convertía en su símbolo más reconocible y que permitió por primera vez el paso por tierra entre los departamentos del Caribe Colombiano y el occidente del país a través del centro de Antioquia, además del abandono obligado de cientos de animales de compañía como perros y gatos; sumados a especies de uso productivo como aviares, bovinos, entre otros; ya que los albergues de emergencia habilitados para la población no permitían el ingreso de animales por cuestiones de salubridad. 
El 16 de mayo de 2018 se ordenó la evacuación preventiva de los pueblos de Puerto Valdivia, Puerto Raudal  y El Quince en Valdivia, El Doce en Tarazá,  la cabecera urbana de Cáceres  y sus corregimientos Puerto Bélgica, Piamonte y Guarumo, sumados a la cabecera urbana de Caucasia y sus corregimientos Palanca, Palomar y Margento; además de parte de la zona urbana de Nechí y su corregimiento Colorado; debido a la alerta de una nueva creciente súbita, que se originó porque la estructura de la casa de máquinas no pudo con el peso y la fuerza del agua del río Cauca, lo que terminó destruyendo el túnel y la caverna donde se alojaban los equipos. Más tarde la orden de evacuación se extendió hacia los municipios de Caimito y Guaranda en Sucre, junto con zonas rurales de San Benito Abad  escalando la emergencia a un nivel nacional.
Las aguas del río Cauca que se encontraban represadas y las que estaban en movimiento por uno de los túneles, causaron una fuerte avalancha que entró por estos canales e hicieron colapsar la casa de máquinas, considerado el cerebro de la que sería la planta de generación eléctrica Hidroituango. El presidente de la Asamblea de Antioquia, Santiago Manuel Martínez Mendoza, confirmó el hecho a través de sus redes sociales.
En la mañana del 17 de mayo de 2018, la gerencia de EPM admitió que existía la posibilidad de que la presa se rompiera debido a que el agua que estaba golpeando la base podía erosionar y desestabilizar la infraestructura  por lo cual se elevó a 12 la cifra de municipios que debieron iniciar proceso de evacuación en 4 departamentos del país, con una gran cantidad de corregimientos y poblados que se suman a los ya evacuados el 16 de mayo.
El alcalde de Medellín señaló que de romperse la presa, se generaría una ola tipo tsunami, que dadas la magnitud del embalse sería de una cota máxima de 150 m de altura la pared de agua, por lo que se sumaron a los pueblos y ciudades evacuadas con anterioridad, El Aro en Ituango, Raudal en Valdivia, la cabecera urbana de Tarazá y sus corregimientos Puerto Antioquia y Piedras; el corregimiento El Jardín-Tamaná en Cáceres, el corregimiento La Ilusión en Caucasia, el corregimiento Las Flores en Nechí y las cabeceras urbanas de los municipios de San Jacinto del Cauca y Achí en el departamento de Bolívar; así como Ayapel y su corregimiento El Cedro en el departamento de Córdoba, junto con zonas rurales de Briceño (Antioquia) y Majagual (Sucre).
En total las zonas evacuadas y en alerta se encuentran en 4 departamentos, dentro de 12 municipios, incluidos 25 núcleos urbanos entre municipales y corregimentales, (entre los que se encuentran las ciudades de Caucasia y Tarazá, de las más importantes del departamento de Antioquia) además de todas las veredas y comunidades rurales adyacentes al río Cauca aguas abajo del proyecto. El peligro latente aumentó debido a la temporada de lluvias torrenciales que está viviendo el país, siendo el río Cauca receptor de miles de arroyos y quebradas, cientos de las cuales aportan un gran caudal a su cauce; esto, añadido el hecho de que existen casi 100 ríos de proporciones considerables que desembocan al Cauca aguas arriba de Hidroituango (ver lista abajo) y que gracias a la temporada de lluvias, estuvieron haciendo aportes significativamente altos de sedimentos y agua al Cauca, dificultando las medidas de mitigación y subiendo de manera incontrolada el nivel del embalse en la presa que aún no se terminaba. Advirtiendo esto, se ha hablado de que podría haberse convertido en un desastre sin precedentes en la historia de Colombia, donde algunos expertos le atribuían el potencial de ser la segunda  catástrofe más grande de la ingeniería mundial de todos los tiempos. Existiendo aún un peligro latente para más de 120.000 personas, hecho que ha sido denunciado públicamente por Isabel Zuleta, Ríos Vivos, y  Daniel Quintero.
El 18 de mayo de 2018, el nivel de caudal del río comenzó a descender cerca de un 20%, lo que mejoró significativamente el nivel de evacuación de la presa y aceleró los trabajos de contingencia. Sin embargo, el nivel de alerta siguió al máximo, al punto de que el ministerio de transporte ordenó ese mismo día el cierre total de la Ruta Nacional 25 (Troncal de Occidente) entre los tramos Yarumal-Caucasia.
El 21 de mayo de 2018, luego de trabajar en la construcción de la presa, con condiciones del río especialmente favorables, se presenta un nuevo incidente en uno de los túneles taponados; de manera que se inician los protocolos en atención a una nueva emergencia.
Desde el jueves 24 de mayo de 2018 se alcanzó la cota 410 necesaria para evitar la emergencia; sin embargo, el martes 29 del mismo mes ocurrió un nuevo movimiento en masa que obligó la declaratoria de alerta roja y una nueva evacuación
El 1 de junio de 2018, Empresas Públicas de Medellín anunció la culminación del vertedero, con lo que se completa una parte crucial del proyecto, a partir de la cual se podría evacuar de manera controlada el agua embalsada por las cuatro compuertas.
En julio el nivel de alerta en Tarazá y Cáceres bajó de rojo a naranja, lo que propició el retorno de algunas familias.
El 11 de enero de 2019, cuando la emergencia se creía completamente superada por parte de la población en general, se genera una nueva contingencia por el hallazgo inesperado de un socavón en la que fuera la casa de máquinas del proyecto. A través de una rueda de prensa el gerente encargado de EPM, Jhon Maya Salazar, en compañía del alcalde de Medellín, Federico Gutiérrez, el gobernador de Antioquia, Luis Pérez y los alcaldes de Ituango y Valdivia, dieron a conocer la noticia a la opinión pública.
De origen desconocido hasta ese momento, no se sabía con exactitud la relación que este socavón podía tener con el paso de agua a través de la casa de máquinas, indicando que se daría a conocer luego de 72 horas la magnitud y los factores y decisiones necesarias ante el nuevo escenario presentado. Por ese entonces la única decisión preventiva sería el cierre de una de las compuertas que dirigen el agua desde el embalse a la descarga de máquinas. Aclarando que hasta ese momento no existía una evidencia de un cambio significativo en el comportamiento de la montaña que sirve de base al proyecto, agregando que estaba en buen estado la bóveda que contiene la casa de máquinas.
Hasta ese momento se mantuvieron en alerta roja Puerto Valdivia y Puerto Antioquia (Tarazá), y la alerta amarilla continuó en los municipios que se encuentran aguas abajo del proyecto.
Esta nueva emergencia, colmó la paciencia del alcalde de Valdivia, Jonás Darío Henao, quien se despachó en la misma rueda de prensa informativa en contra de EPM y la gobernación de Antioquia, por las comunidades de su municipio que se han visto afectadas, principalmente en los poblados de Puerto Vadivia, Puerto Raudal y El Quince, donde en el primer pueblo, se destruyó el puesto de salud, varias escuelas e incluso se habló de la reubicación de toda el área urbana, durante la primera borrasca generada por el proyecto; declarando que las autoridades están más preocupadas por la salvación de la hidroeléctrica que del bienestar de las comunidades afectadas; acotando que cuando se generó la contingencia, todos los altos mandos del departamento se hicieron presentes, pero que con el tiempo han desatendido las necesidades de la población que lleva casi un año viviendo en albergues, donde incluso, debido a las incomodidades presentadas, algunas familias decidieron retornar desatendiendo las alertas emitidas.
Por su parte el alcalde de Ituango, Hernán Darío Álvarez, denunció que lo municipios aguas arriba del proyecto son víctimas de negligencia en la atención humanitaria, dado que el municipio ha estado virtualmente incomunicado desde que se presentó la emergencia, ya que el embalse de manera anticipada e incontrolada hundió su vía de acceso y por ende la comunicación con el resto del Norte antioqueño, aunque se habilitaron unos túneles y ferris para acceder al poblado, los transportadores han denunciado las demoras y el temor que esto les representa, generando incluso un detrimento económico exponencial en este municipio desde que comenzaron las emergencias.
El 13 de enero, comenzó a funcionar un nuevo ferri, denominado "La Esperanza" con capacidad de 45 toneladas, con el fin de que el transporte de pasajeros y mercancía a Ituango sea más eficiente. Este sería el segundo en operar luego de la pérdida de la carretera hacia este municipio por cuenta del llenado incontrolado y anticipado del embalse. La Esperanza transportaría carros particulares y de carga, mientras que el otro ferri, "La Tranquilidad" se encargaría de las motos y los buses, para dar en parte un alivio a la afectada economía del municipio por cuenta de la emergencia.
La única información oficial que se le dio a la comunidad en su momento fue la de la suspensión de la minería y la pesca aguas abajo del embalse y la advertencia de estar atentos a una posible evacuación; los protocolos de emergencia estuvieron disponibles para hacer sonar las sirenas respectivas en todos los pueblos ubicados desde el embalse hasta Caucasia durante una posible rotura de presa o aumento súbito del nivel del río.
Debido a esto, para el 13 de enero, el presidente de Colombia Iván Duque Márquez, decidió solicitar a los ministros de Ambiente, Ricardo Lozano; de Defensa, Guillermo Botero y Salud, Juan Pablo Uribe, junto a las demás autoridades locales y departamentales, la instalación de un Puesto de Mando Unificado (PMU) en el campo de las obras de Hidroituango, con el fin de proteger a las comunidades afectadas por el proyecto; la primera decisión tomada fue la del cierre de una de las compuertas de la casa de máquinas para el 16 de enero, y de la otra compuerta en 3 semanas más, luego de que el nivel del agua del embalse sobrepasara el nivel de vertedero. Adicional a todo esto, se ordenó un simulacro de evacuación a más de mil empleados de la hidroeléctrica y a 21 mil habitantes en docenas de poblaciones ubicadas en 15 municipios de Antioquia y Córdoba.
Para el 13 de enero se mantuvo la alerta naranja en Hidroituango y se dieron detalles de lo que estaba aconteciendo en su momento, evaluando las medidas de prevención. Entre los detalles dados, están el hallazgo de vórtices en la captación de agua que podrían afectar la estabilidad de las rejillas y entre otras cosas hacer incontrolable el flujo de agua, socavones al interior de la montaña con evidencia de presencia de agua y presión, variaciones del nivel de agua en casa de máquinas, bajos niveles del agua del embalse, probable reducción del caudal aguas abajo del embalse y afectación al sistema ecológico y posible incidencia a acueductos en los poblados aguas abajo.
En caso de emergencia se dispondrían 120 hombres y 2 helicópteros luego del cierre de una de las compuertas de la casa de máquinas, así mismo se activarían 57 sirenas en Valdivia, Cáceres, Tarazá, Caucasia y Nechí en caso de ser necesario. EPM expuso a las autoridades ambientales y ejecutivas locales y departamentales el 14 de enero un informe acerca del socavón de 18 m hallado en el proyecto y hasta ese momento el parte fue de tranquilidad debido a los trabajos que realizarían para reducir los riesgos; el primero sería la inyección de aire y el segundo la instalación de pernos para fortalecer la estructura del socavón. Hasta ese momento no se elevaron los niveles de alerta a las comunidades y se visitaron algunos de los 4 puntos críticos de emergencia en la obra, entre los que se encuentran la presa y la casa de máquinas, generador de esta nueva emergencia. Se espera que por la precisión (que se ha calificado de quirúrgica) en el cierre de las compuertas, no debería haber ni un solo trabajador en la obra durante este proceso, protocolo que iniciaría desde el 15 de enero.
El cierre de las compuertas traería de manera inmediata una reducción significativa del nivel del río Cauca, que podría desabastecer acueductos y generar daños ecológicos irreversibles; medida, sin embargo, necesaria para la verificación de los daños ocurridos en la obra durante el 2018, y la seriedad y compromiso que conlleva el socavón informado en 2019, informe que sería generado en abril de ese mismo año.
Se cree, además, que el cierre de las compuertas de la casa de máquinas podrían causar una fractura del macizo rocoso en el que se encuentra la presa, esto debido a que a medida que se sube el agua hasta el nivel de vertimiento, se estaría ejerciendo sobre la roca fundacional nuevas presiones, estando esta misma ya con oquedades. El experto geólogo de la Universidad Nacional de Colombia Modesto Portilla, ha calificado la montaña donde se ubica el proyecto como un "queso gruyer" y de desacertada la decisión tomada de cerrar las compuertas por la posibilidad de erosión de las laderas contiguas al embalse. El experto indicó que deberían desembalsar el agua reabriendo los túneles, evacuar toda la población y reforzar el macizo en lugar de perforarlo, como se está haciendo.
Para el 16 de enero, se realizó con éxito el cierre de la compuerta como estaba programado y el rescate de los siete funcionarios que aún quedaban y que se encargaron de la maniobra luego de la evacuación del resto de los operarios. Esta tarea tuvo qué efectuarse por medio de un helicóptero de la fuerza aérea colombiana. Luego de esto, alrededor de mil trabajadores retornaron a sus puestos, con todas las medidas de seguridad, el puesto de mando unificado trasladado a Medellín y se comenzaron a efectuar los rescates de la fauna que quedó atrapada por los bajos niveles del río, donde se pudieron encontrar hasta ese momento 513 peces vivos rescatados y alrededor de 148 peces muertos. El embalse subía cerca de dos centímetros su nivel por hora, teniendo que subir al menos 13 m para poder no perjudicar el caudal ecológico necesario para que las especies y comunidades no se vieran ya aún más afectadas.
Hora después se levantó la restricción de actividades económicas que había sido decretada con anterioridad por el puesto de mando unificado, así que los trabajadores tradicionales del río pudieron regresar con normalidad a sus labores Sin embargo, con el cierre de la compuerta se encontró un nuevo factor de riesgo, ya que el socavón que produjo la nueva contingencia, estaría conectando los 2 túneles de captación, originalmente independientes, lo que podría generar la fractura del macizo rocoso; EPM por su parte anunció que mantiene la situación en constante monitoreo y hasta ese momento la montaña no había cedido nuevamente; sin embargo, dado el desconocimiento del alcance que este hallazgo podría generar, no se descartó que la otra compuerta que aún permanecía abierta, hasta febrero que se alcanzará el nivel de vertimiento del embalse, pudiera ser cerrada con el fin de evitar una tragedia. El gerente de EPM es consciente de la premura de esta acción, sin embargo repercutiría de manera absoluta en las actividades económicas aguas abajo y en la estabilidad ecosistémica del río, ya que, al cerrarse las 2 compuertas, el río virtualmente se secaría hasta que el embalse pudiese alcanzar el nivel de vertimiento.
Así mismo ocurrió el 5 de febrero de 2019, la compuerta faltante fue cerrada de manera intempestiva causando que el río Cauca aguas abajo se secara casi en su totalidad, generando un grave desastre ecológico que propició una mortandad masiva de millares de peces y dejó comunidades sin el recurso, el escaso flujo de agua que fluía por el lecho Cauca en ese momento, fue generado por los ríos y quebradas que desembocaban aguas abajo del proyecto y se hizo insuficiente para la estabilidad ecológica del ecosistema; un equipo de la contraloría general de la nación hizo un sobrevuelo de la zona mostrando las dramáticas imágenes. Razón por la Autoridad Nacional de Licencias Ambientales, estudiaba seriamente la revocatoria de la misma al proyecto, debido a que no fue notificada del cierre de la compuerta que generó el desastre ambiental, además teniendo en cuenta que el cierre de la primera compuerta en el mes anterior, había generado una disminución del caudal del río y ya se encontraba en un proceso sancionatorio por este hecho La disminución generada por estos sucesos en conjunto es una de las peores tragedias ecológicas del país, creyéndose que el río no había tenido niveles tan bajos en al menos unos 12 mil o 15 mil años, lo que convierte esto en un cataclismo ambiental sin precedentes en la historia humana del territorio. El daño ecosistémico atroz que sufrió el río es difícil de explicar, debido a que no hay referentes de cómo puede retomar su funcionalidad biológica o de qué manera pueda hacerlo.  El alcalde de Medellín, el gobernador de Antioquia y el movimiento Ríos Vivos responsabilizaron a EPM por lo que ocurrió; Ríos Vivos por su parte denunció negligencia por parte del gobierno, y el alcalde de Medellín precisó que gracias a lo crítica de la situación de Hidroituango, se tuvo que tomar la decisión de cerrar la compuerta, ya que estaban entre el desastre ambiental o la integridad de las comunidades aguas abajo
Estudios de la Universidad Nacional y declaraciones del profesor Modesto Portilla, denotan que las decisiones que ha tomado EPM han sido improvisadas y los más de 14 municipios que han estado en vilo, aún estarían en riesgo. El profesor ha afirmado literalmente “Por dentro está pasando algo que el análisis indica que es la continuación de la erosión del macizo rocoso y que si no cierran las compuertas se les puede caer”. Pudiendo generar varios escenarios, entre ellos es que el agua ingrese nuevamente al macizo rocoso y termine de destruir el cuarto de máquinas y que se rompa la montaña generando una salida incontrolable de agua que afectaría aguas abajo.
El segundo es que el embalse si suba al nivel del vertedero, pero este no soporte la salida de agua por tanto tiempo ya que su diseño es solo para eventos momentáneos y no para un flujo continuo de agua por meses, en riesgo están los municipios mencionados con anterioridad.
Para el 27 de mayo de 2019, en plena temporada de lluvias, EPM reportó que las precipitaciones del Norte antioqueño generaron desprendimientos de tierra en algunos frentes de trabajo de la hidroeléctrica, generando retrasos en los trabajos de recuperación, ya que se debieron suspender, principalmente por la caída de material en el sector de las compuertas. Otro inconveniente presentado es en el muro de contención de la presa, ya que debido a la ala humedad producto de las lluvias, el material no compactó de manera oportuna.
Una nueva emergencia se presentó el 28 de mayo de 2019, debido a que la temporada de lluvias generó un deslizamiento de tierra que causó el represamiento total del afluente "Sinifaná", ubicado en el Suroeste antioqueño entre los municipios de Venecia y Titiribí, y además uno de los principales tributarios del río Cauca aguas arriba del proyecto,que generaría una avenida torrencial, colocando de nuevo los municipios aguas abajo de Hidroituango en alerta.

### Trabajos de recuperación del proyecto previos a los incidentes del 2019
Después de varios meses de continuos trabajos en el fortalecimiento de la presa y esperar a la temporadas de lluvias para el aumento del nivel de las aguas  , el 4 de noviembre de 2018 se abre la primera compuerta del vertedero de 405 m de longitud para permitir la evacuación de al menos 200 m³ de agua hacia el caudal del río Cauca. Dos días después, las otras tres compuertas fueron abiertas para reducir el nivel de la cota del embalse de 408 a 405 m s. n. m. Esta situación representó un hito para la recuperación y estabilidad del proyecto en su momento. Aunque luego volvió el proyecto a entrar en crisis en 2019. El 22 de enero de 2022, la empresa AFRY, a través del "Informe Pöyry" señala el peligro del cambio de contratistas y las trabas para continuar con la construcción del proyecto que manejaba Daniel Quintero Calle, colocando en peligro la vida de todos los habitantes de 25 poblaciones aguas abajo de Hidroituango.

## Afluentes más importantes del río Cauca aguas arriba de Hidroituango
Esta lista recoge a los principales ríos que aportan de manera significativa caudal y sedimentos al río Cauca, antes del proyecto Hidroituango.
| Río                     | Departamento              | Municipio donde se une al Cauca   |
| ----------------------- | ------------------------- | --------------------------------- |
| Negro                   | Cauca                     | Puracé - Coconuco                 |
| Blanco                  | Cauca                     | Puracé - Coconuco                 |
| Change                  | Cauca                     | Puracé - Coconuco                 |
| Vinagre                 | Cauca                     | Puracé - Coconuco                 |
| Las Piedras             | Cauca                     | Popayán                           |
| Molino                  | Cauca                     | Popayán                           |
| Gualimbío               | Cauca                     | Popayán                           |
| Hondo                   | Cauca                     | Popayán-El Tambo                  |
| Palacé                  | Cauca                     | Popayán-Cajibío                   |
| Sucio                   | Cauca                     | El Tambo                          |
| Urbío                   | Cauca                     | Cajibío                           |
| Seguenguito             | Cauca                     | El Tambo-Cajibío                  |
| Cajibío                 | Cauca                     | Cajibío                           |
| Puente Alto             | Cauca                     | Cajibío                           |
| Dinde                   | Cauca                     | Cajibío-Morales                   |
| La Pedregosa            | Cauca                     | Cajibío                           |
| Piendamó                | Cauca                     | Cajibío-Morales                   |
| Nangué                  | Cauca                     | Morales                           |
| Inguito                 | Cauca                     | Morales-Suárez                    |
| Ovejas                  | Cauca                     | Suárez-Buenos Aires               |
| Aznazu                  | Cauca                     | Suárez                            |
| Timba                   | Cauca-Valle del Cauca     | Suárez-Jamundí                    |
| Teta                    | Cauca                     | Buenos Aires-Stdr de Quilichao    |
| Quinamayo               | Cauca                     | Santander de Quilichao            |
| La Quebrada             | Cauca                     | Santander de Quilichao-Villa Rica |
| Claro                   | Valle del Cauca           | Jamundí                           |
| Palo                    | Cauca                     | Villa Rica-Puerto Tejada          |
| Jamundí                 | Valle del Cauca           | Jamundí-Cali                      |
| Desbaratado             | Cauca-Valle del Cauca     | Puerto Tejada-Candelaria          |
| Interceptor Sur         | Valle del Cauca           | Cali                              |
| Cali                    | Valle del Cauca           | Cali-Yumbo                        |
| Arroyohondo             | Valle del Cauca           | Yumbo                             |
| Yumbo                   | Valle del Cauca           | Yumbo                             |
| Guachal                 | Valle del Cauca           | Palmira                           |
| San Marcos              | Valle del Cauca           | Yumbo                             |
| Amaime                  | Valle del Cauca           | Palmira-El Cerrito                |
| El Cerrito              | Valle del Cauca           | El Cerrito                        |
| Zabaletas               | Valle del Cauca           | El Cerrito-Guacarí                |
| Guabas                  | Valle del Cauca           | Guacarí                           |
| Sonso                   | Valle del Cauca           | Guacarí-Buga                      |
| Yotoco                  | Valle del Cauca           | Yotoco                            |
| Media Canoa             | Valle del Cauca           | Yotoco                            |
| Guadalajara             | Valle del Cauca           | Buga                              |
| Piedras del Valle       | Valle del Cauca           | Yotoco-Riofrío                    |
| Limones                 | Valle del Cauca           | Riofrío                           |
| Frío                    | Valle del Cauca           | Riofrío                           |
| Tuluá                   | Valle del Cauca           | Tuluá                             |
| Morales                 | Valle del Cauca           | Tuluá-Andalucía                   |
| Bugalagrande            | Valle del Cauca           | Bugalagrande                      |
| Pescador                | Valle del Cauca           | Bolívar                           |
| La Paila                | Valle del Cauca           | Zarzal                            |
| Chanco                  | Valle del Cauca           | Ansermanuevo                      |
| Catarina                | Valle del Cauca           | Ansermanuevo                      |
| La Vieja                | Valle del Cauca-Risaralda | Cartago-Pereira                   |
| Cañaveral               | Valle del Cauca-Risaralda | Ansermanuevo-Balboa               |
| Risaralda               | Risaralda                 | Balboa-La Virginia                |
| Otún                    | Risaralda                 | Pereira-Marsella                  |
| San Francisco           | Risaralda-Caldas          | Marsella-Chinchiná                |
| Campoalegre             | Caldas                    | Chinchiná-Palestina               |
| Chinchiná               | Caldas                    | Palestina-Manizales               |
| Opirama                 | Risaralda-Caldas          | Anserma-Quinchía                  |
| Tapias                  | Caldas                    | Neira-Filadelfia                  |
| Quinchía                | Risaralda                 | Quinchía                          |
| Supía                   | Caldas                    | Riosucio-Supía                    |
| Maibá                   | Caldas                    | Filadelfia-La Merced              |
| Pozo                    | Caldas                    | La Merced-Pácora                  |
| Arquía del Eje cafetero | Caldas-Antioquia          | Marmato-Caramanta                 |
| Pácora                  | Caldas                    | Pácora-Aguadas                    |
| Arma                    | Caldas-Antioquia          | Aguadas-La Pintada                |
| Poblanco                | Antioquia                 | La Pintada-Fredonia               |
| Cartama                 | Antioquia                 | La Pintada-Támesis                |
| Piedras de Jericó       | Antioquia                 | Jericó                            |
| Combia                  | Antioquia                 | Fredonia                          |
| Cruces                  | Antioquia                 | Jericó-Tarso                      |
| Mulato                  | Antioquia                 | Tarso                             |
| San Juan                | Antioquia                 | Tarso-Salgar                      |
| Fotuta                  | Antioquia                 | Salgar-Concordia                  |
| Sinifaná                | Antioquia                 | Venecia-Titiribí                  |
| Comiá                   | Antioquia                 | Concordia                         |
| Amagá                   | Antioquia                 | Titiribí-Armenia Mantequilla      |
| San Mateo               | Antioquia                 | Betulia                           |
| Guaca                   | Antioquia                 | Armenia Mantequilla-Ebéjico       |
| Torito-Quioná           | Antioquia                 | Anzá                              |
| Niverengo               | Antioquia                 | Anzá                              |
| Noque                   | Antioquia                 | Anzá-Santa Fe de Antioquia        |
| Quebradaseca            | Antioquia                 | Sopetrán                          |
| Tonusco                 | Antioquia                 | Santa Fe de Antioquia             |
| Aurra                   | Antioquia                 | Sopetrán                          |
| Sopetrana               | Antioquia                 | Sopetrán                          |
| Juan García             | Antioquia                 | Liborina                          |
| Clara                   | Antioquia                 | Buriticá                          |
| Las Cuatro              | Antioquia                 | Buriticá                          |
| Peque                   | Antioquia                 | Peque                             |
| Pená                    | Antioquia                 | Peque-Ituango                     |
| Santa María             | Antioquia                 | Sabanalarga-Toledo                |
| San Andrés              | Antioquia                 | Toledo-Briceño                    |

## Datos Técnicos
CARACTERÍSTICAS PRINCIPALES OBRAS DE RETENCIÓN
PRESA
- Tipo: Enrocado con núcleo de tierra
- Altura: 225 metros
- Volumen: 19 millones de m³

EMBALSE
- Volumen total: 2.720 millones de m³
- Área inundada: 3800 hectáreas
- Longitud: 79 kilómetros
- Caudal medio del río: 1010 m³/segundo

VERTEDERO
- Tipo: Canal abierto controlado con compuertas radiales
- Caudal de diseño: 22.600 m³/s

DESVIACIÓN
- Desviación: 2 túneles de 1.035 y 1.270 m

CARACTERÍSTICAS DE LOS PRINCIPALES EQUIPOS
TURBINAS
- Potencia nominal: 8 turbinas de 307 MW
- Salto neto nominal: 197 m
- Caudal de diseño: 169 m³/s
- Velocidad de rotación: 180 revoluciones / minuto

GENERADORES
- Fabricante: General Electric
- Capacidad nominal: 8 de 337 MW
- Voltaje de generación: 18 KV
- Factor de potencia: 0,9

SUBESTACIÓN
- Tipo: Encapsulada
- Voltaje: 500 KV

DATOS DE GENERACIÓN
- Capacidad instalada: 2400 MW.
- Energía media: 14.040 GWh/año
- Energía firme: 9.200 GWh/año

TRANSFORMADORES
- Tipo: Monofásico
- Cantidad: 25
- 112 MVA